# Fantasia Barrino
Fantasia Monique Taylor, född Fantasia Monique Barrino 30 juni 1984 i High Point i North Carolina, mer känd som endast; Fantasia. Är en amerikansk åttafaldigt grammynominerad R&B-sångerska som slog igenom när hon vann American Idol 2004. Barrinos debutalbum Free Yourself har sålt platina i USA med över 240,000 sålda exemplar under första veckan efter release. 

## Diskografi

### Studioalbum
- 2004 – Free Yourself
- 2006 – Fantasia
- 2010 – Back to Me
- 2013 – Side Effects of You
- 2016 – The Definition Of...

### Singlar
- 2004 – "I Believe"
- 2004 – "Truth Is"
- 2005 – "Baby Mama"
- 2005 – "Free Yourself"
- 2005 – "It's All Good"
- 2005 – "Ain't Gon' Beg You"
- 2006 – "Hood Boy" (med Big Boi)
- 2007 – "When I See U"
- 2007 – "Only One U"
- 2010 – "Bittersweet"
- 2010 – "I'm Doin' Me"
- 2011 – "Collard Greens & Cornbread"
- 2013 – "Lose to Win"
- 2013 – "Without Me" (med Kelly Rowland och Missy Elliott)
- 2013 – "Side Effects of You"
- 2016 – "No Time for It"
- 2016 – "Sleeping with the One I Love"
- 2017 – "When I Met You"